# John Robert Nicholson
John Robert („Jack“) Nicholson, PC, OBE, QC (* 1. Dezember 1901 in Newcastle (heute Miramichi), New Brunswick; † 8. Oktober 1983 in Vancouver) war ein kanadischer Rechtsanwalt, Manager und Politiker. Von 1962 bis 1968 war er liberaler Abgeordneter im Unterhaus und hatte in der Regierung von Lester Pearson mehrere Ministerposten inne. Anschließend war er bis 1973 Vizegouverneur der Provinz British Columbia.

## Biografie
Nicholson studierte Recht an der Dalhousie University in Halifax. 1924 zog er nach Vancouver, eröffnete dort eine Anwaltskanzlei und wurde zu einem der prominentesten Juristen der Stadt. Nach Ausbruch des Zweiten Weltkriegs arbeitete er im Dienste der Bundesregierung als Vize-Controller des Ministeriums für Munition und Versorgung. Von 1942 bis 1951 war Nicholson Geschäftsführer der staatlichen Polymer Corporation, die synthetischen Gummi herstellte. Danach leitete er von 1952 bis 1956 in Rio de Janeiro die Brazilian Light and Power Company.
Bei der Unterhauswahl 1962 kandidierte Nicholson für einen Sitz im Unterhaus und siegte im Wahlbezirk Vancouver Centre. Als die Liberale Partei im April 1963 die vorgezogene Neuwahl gewann, ernannte ihn Premierminister Lester Pearson zum Forstwirtschaftsminister. Im Februar 1964 übernahm er die Leitung des Postministeriums, von Februar bis Dezember 1965 war er Einwanderungsminister. Danach leitete er bis April 1968 das Arbeitsministerium, woraufhin er zurücktrat.
Generalgouverneur Roland Michener vereidigte Nicholson am 2. Juli 1968 als Vizegouverneur von British Columbia. Dieses repräsentative Amt übte er bis zum 19. März 1973 aus.